# 테드 라이언스

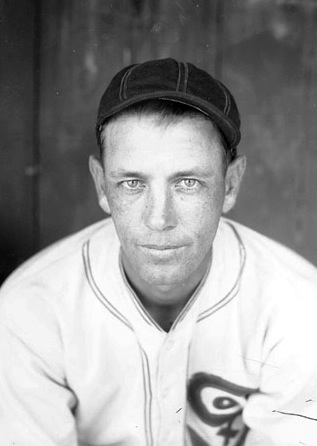
1930년 모습

테드 라이언스(Ted Lyons, 본명: Theodore Amar Lyons, 1900년 12월 28일 – 1986년 7월 25일)는 미국 프로 야구 선발 투수, 메이저 리그 베이스볼(MLB)의 감독 및 코치였다. 그는 MLB 21시즌 동안 모두 시카고 화이트삭스에서 뛰었다. 그는 승리 부문의 프랜차이즈 리더이다. 리옹스는 세 번(1925년, 1927년, 1930년) 20승 이상을 거두며 시카고 팬들의 사랑을 받는 선수가 되었다.
리옹스는 1955년 야구 명예의 전당에 헌액되었다. 그는 명예의 전당 투수 중 통산 방어율이 4번째로 높고, 삼진보다 볼넷이 더 많은 명예의 전당 투수 중 유일한다. 1981년 로렌스 리터(Lawrence Ritter)와 도널드 호니그(Donald Honig)는 그들의 저서 역대 최고의 야구 선수 100인(The 100 Greatest Baseball Players of All Time)에 리옹을 포함시켰다.

## 생애 후반
1955년에 그는 야구 명예의 전당에 헌액되었다. 라이언스는 1967년 은퇴할 때까지 화이트삭스에서 스카우트로 일했다. 전시 복무와 타이거스 및 다저스에서 코치로 일한 것 외에도 그는 화이트 삭스 급여로 40년 이상을 보냈다. 로런스 리터와 도널드 호니그는 그들의 저서 "The 100 Greatest Baseball Players of All Time"(1981)에 라이언스를 포함시켰다.
1986년 7월 25일, 리용스는 루이지애나 주 설퍼에 있는 요양원에서 사망했다. 1년 후, 화이트삭스는 그의 등번호 16번을 영구결번으로 지정했다.
2013년 밥 펠러(Bob Feller) 용맹법상은 제2차 세계 대전 중 미국 해병대에서 복무한 리옹스를 야구 명예의 전당 회원 37명 중 한 명으로 선정했다.